# Piero Ciampi
 (octobre 2015).
Piero Ciampi (Livourne, 28 septembre 1934 – Rome, 19 janvier 1980) est un chanteur italien.

## Carrière
Il commence sa carrière comme chansonnier à Paris, en 1957, en chantant des poèmes de sa composition. Il se produit sous le nom de Piero L’Italianò. En 1959, il retourne en Italie et en 1961 publie son premier 45 tours. En 1963 sort son premier album, et en 1976 son dernier. Il meurt en 1980 à l'âge de 45 ans, d'un cancer de la gorge. 

## Discographie

### 45 tours
- 1961: Conphiteor/La grotta dell'amore (Bluebell, BB 03044; inciso come Piero Litaliano)
- 1961: L'ultima volta che la vidi/Quando il vento si leva (Bluebell, BB 03056; inciso come Piero Litaliano)
- ottobre 1961: Fino all'ultimo minuto/Qualcuno tornerà (CGD, N 9310; inciso come Piero Litaliano)
- ottobre 1961: Autunno a Milano/Hai lasciato a casa il tuo sorriso (CGD, N 9311; inciso come Piero Litaliano)
- gennaio 1962: Confesso/Non siamo tutti eroi (CGD, N 9325; inciso come Piero Litaliano)
- marzo 1962: Lungo treno del Sud/Non siamo tutti eroi (CGD, N 9331; inciso come Piero Litaliano)
- 1962: Fra cent'anni/Confesso (CGD, N 9369; inciso come Piero Litaliano)
- ottobre 1962: Alé Alé/Fra cent'anni (CGD, N 9402; inciso come Piero Litaliano)
- 1963: Un giorno o l'altro ti lascerò/E va bene (Ariel, NF 501)
- 1965: Ho bisogno di vederti/Chieder perdono non è peccato (Ariel, NF 509)
- 1970: Tu no/Barbara non c'è (Det, DTP 59)
- 1971: L'amore è tutto qui/Il vino (Amico ZF 50173)
- 1972: Il giocatore/40 soldati 40 sorelle (Amico ZSLF 50219)
- 1973: Io e te, Maria/Te lo faccio vedere chi sono io (Amico ZSLF 50276)
- gennaio 1975: Andare camminare lavorare/Cristo tra i chitarristi (RCA Italiana TPBO 1081; promo TPBO 1091)
- febbraio 1975: Andare camminare lavorare/Quando finisce un amore (RCA Italiana TPJB 1101) (per juke-box; lato B cantato da Riccardo Cocciante)
- 1975: Uffa che noia/Canto una suora (promo, RCA Italiana TPBO 1178)

### EP
- ottobre 1961: Fino all'ultimo minuto/Qualcuno tornerà/Autunno a Milano/Hai lasciato a casa il tuo sorriso (CGD, E 6100)

### LP et CD
- 1963: Piero Litaliano (CGD, FG 5007)
- 1971: Piero Ciampi (Amico ZSLF 55041)
- febbraio 1973: Io e te abbiamo perso la bussola (Amico DZSLF 55133)
- 1975: Andare camminare lavorare e altri discorsi (RCA Italiana TPL1 1109)
- 1976: Dentro e fuori (album doppio, 1976) (RCA Italiana TCL2 1184)
- 1992: Il disco (Arcana; CD con cinque brani inediti del periodo RCA)

### Live
- 1995: Live al Tenco '76, inediti e provini (Papiro, PA 0011295)
- 2010: E continuo a cantare. Piero Ciampi live (Promo Music/Edel) (CD doppio: nel primo disco Ciampi live nel 1976 al Club Tenco e al "Ciucheba" di Castiglioncello; nel secondo disco omaggio live di artisti vari del 2008 al Teatro Regio di Parma)

### Anthologies
- 1981: Le carte in regola (RCA Italiana - Lineatre NL 33178)
- 1990: L'album di Piero Ciampi (LP triplo/CD doppio con sette inediti, RCA NL 74506 (3))
- 1995: Piero Ciampi (All the best) (CD RCA 74321 32947 2)
- 1997: Il mondo di Piero Ciampi (CD RCA Italiana - Lineatre 74321 51245 2)
- 2000: Non siamo tutti eroi (On Sale Music 52 OSM 049)
- 2010: Piero Ciampi, le canzoni e le sue storie (CD + DVD) (Sony Music 88697651802)
- 2010: Piero Ciampi (Record Service)

### Hommages
- 1992: Te lo faccio vedere chi sono io! Gli amici cantano Piero Ciampi (BLU 004 CD) (19 artisti live al Teatro Argentina di Roma nel 1990)
- 2000: Inciampando (Interbeat) (14 artisti live al Teatro Brancaccio di Roma nel 1995)
- 2012: Cosa resta di Piero Ciampi (Arroyo Records) (18 artisti live al Premio Ciampi in vari anni)
- 2013: Reinciampando. Atto primo (CD doppio Interbeat, INT0112) (contiene i tributi all'Argentina del 1990 e al Brancaccio del 1995)

## Œuvres
- Canzoni e poesie, Roma, Lato side, 1980.
- Ho solo la faccia di un uomo. Poesie e racconti inediti, Marano Lagunare, GET, 1985.
- Tutta l'opera, Milano, Arcana, 1992.  (ISBN 88-7966-006-3)

## Rareté
- Remolo e Romo
- Fantaradio con Renato Zero
- Rettilario